# Pænda
Gabriela Horn művésznevén Pænda (Deutschlandsberg, 1988. január 25. –) osztrák énekesnő, zeneszerző és zenei producer, aki Ausztriát képviselte a 2019-es Eurovíziós Dalfesztiválon, Tel-Avivban.

## Pályafutása
Az énekesnő zenei karrierje hat évesen kezdődött, amikor elkezdett kórusban énekelni a szülővárosában. Tizennégy éves korában különböző pop rock zenekarokban énekelt, ezek mellett dalokat szerzett. Húsz éves korára megtanult gizározni és zongorázni, és úgy döntött, hogy Bécsbe költözik pop és dzsessz zenét tanulni a Bécsi Zenei Intézményben. Tanulmányait 2013-ban fejezte be. Az énekesnő jelenleg Bécsben él és otthonában, egy saját stúdióban írja és hangszereli dalait, valamint saját maga producere. Mindegyik dalának szövegét saját maga komponálja, így volt ez a 2019-es Eurovíziós Dalfesztiválon résztvevő dalával is, melynek címe Limits. 2019. január 30-án az ORF bejelentette, hogy Pænda fogja képviselni Ausztriát a 64. Eurovíziós Dalfesztiválon. Limits című dalát először a második elődöntőben fogja előadni kilencedikként.

## Diszkográfia

### Album
- Evolution I (2018)
- Evolution II (2019)

### Kislemezek
- Waves (2016)